# Gilles Carrez
Pour les articles homonymes, voir Carrez.
Gilles Carrez, né le 29 août 1948 à Paris, est un homme politique français, membre du parti Les Républicains. Élu député de la cinquième circonscription du Val-de-Marne entre 1993 et 2022, il est rapporteur général du budget entre 2002 et 2012, puis président de la Commission des finances, de l'économie générale et du contrôle budgétaire entre 2012 et 2017. Il est principalement connu pour être l'auteur de la loi Carrez et pour son engagement en faveur de l'assainissement des finances publiques.

## Biographie

### Etudes et parcours professionnel
Gilles Carrez est étudiant en classe préparatoire économique au Lycée Louis-le-Grand. 
Il est ensuite diplômé d’HEC (1971) et de l'ENA (promotion Guernica, 1976). 
Il intègre le corps d'administrateur civil à sa sortie de l'ENA. Il est nommé au bureau des villes nouvelles du ministère de l'Équipement. Il devient par la suite secrétaire général de l'EPA de Marne-la-Vallée de 1980 à 1982, puis chargé de l'aménagement, du plan et des contrats régionaux du conseil régional d'Île-de-France de 1983 à 1986, puis secrétaire du groupe central des villes nouvelles (GCVN) de 1990 à 1993.

### Parcours politique

#### Elu local
Il est conseiller général du Val-de-Marne de 1985 à 1993.
Il est élu maire du Perreux-sur-Marne en 1992, 1995, 2011, 2008 et 2014. Le 2 décembre de 2016, il se retire au profit de sa première adjointe Christel Royer pour appliquer la loi organique du 14 février 2014 interdisant le cumul du mandat de parlementaire et de membre d'un exécutif local. Il reste conseiller municipal du Perreux-sur-Marne.
Gilles Carrez est élu président du Comité des finances locales le 7 décembre 2004. Cette élection fait suite à l'annulation de l'élection du socialiste Didier Migaud par le Conseil d’État le 10 novembre 2004. Les onze représentants de l'Etat membres du Comité ont pris part au vote pour la première fois et ils ont fait penché la balance en faveur de Gilles Carrez, ce que contestent les élus socialistes.
Gilles Carrez est réélu président du Comité des finances locales en 2007 et en 2010. Il démissionne en 2012 à la suite de son élection au poste de Président de la Commission des finances de l'Assemblée nationale et de la modification de l'équilibre politique du Comité liée à la victoire de la gauche aux élections sénatoriales de 2011.
En 2016, il souhaite briguer la présidence de la Métropole du Grand Paris, mais Patrick Ollier lui est préféré lors d'une primaire interne à la droite. Il est néanmoins élu le 21 janvier 2016 premier vice-président de la métropole chargé des finances. A l'occasion du renouvellement du conseil métropolitain en 2020, le maire de Seaux Philippe Laurent lui succède à ce poste et il devient président de la commission des Finances de la métropole.
Il a été président délégué de la Communauté d'agglomération de la Vallée de la Marne. Il est également président de la commission des Finances de l'établissement public territorial Paris Est Marne & Bois, établissement public de coopération intercommunal succédant à la communauté d'agglomération.

#### Élu national

##### XeetXIelégislature (1993-2002)
Gilles Carrez est élu pour la première fois député de la cinquième circonscription du Val-de-Marne lors des élections législatives de 1993.
En 1996, il est à l'origine de la loi améliorant la protection des acquéreurs de lots de copropriété connue sous le nom de "loi Carrez".

##### XIIeetXIIIelégislature (2002-2012): rapporteur général du budget
Gilles Carrez est le rapporteur général du budget de l'Assemblée nationale pendant dix ans, de 2002 à 2012, ce qui ne s'était jamais produit sous la Cinquième République. Au moment du « rapport Carrez » sur l'exécution du budget 2006, il décrit la situation de la fiscalité française de manière imagée : « Dans chaque niche [fiscale], il y a un chien qui mord ».
Il préside le Conseil d'orientation des finances publiques à sa création en mai 2006 avant sa suppression en 2013.
D'après une enquête de L'Expansion, il est le député le plus présent et le plus actif de l'Assemblée nationale. Le 31 janvier 2012, il se voit décerner, par un jury de journalistes, le prix Trombinoscope, qui désigne le meilleur député de l’année : il est récompensé pour être le député ayant la meilleure participation, avec 743 interventions en commission et 1208 interventions longues en hémicycle ; il est également celui qui a écrit le plus de rapports avec 18 rapports en 2001. Il est considéré par les médias et par la classe politique, tous horizons politiques confondus, comme l'un des meilleurs connaisseurs du budget de l'État et des finances publiques. Son nom a souvent été cité comme possible ministre du Budget, mais, considéré comme indispensable en tant que Rapporteur général du budget à l'Assemblée nationale par le Président Nicolas Sarkozy, il n'a pas été intégré au gouvernement.
En 2011, Gilles Carrez, rapporteur du budget, se voit allouer 3 850 000 € issus de la réserve parlementaire, soit plus que tout autre député à l'exception du président de l'Assemblée Bernard Accoyer (UMP), qui en reçoit près de douze millions. La réserve parlementaire sert au financement par les députés de diverses associations ou collectivités de leur choix. Carrez reverse « la quasi-totalité » de cette somme à la ville dont il est le maire, Le Perreux-sur-Marne ; Hervé Lebreton le décrit comme le cas « le plus caricatural » des dérives de l'utilisation de cette réserve,. Mediapart interroge alors le député-maire quant à un potentiel « problème d’équité par rapport aux autres villes de la circonscription », Le Perreux n'étant que l'une des quatre communes composant la cinquième circonscription du Val-de-Marne. Gilles Carrez répond : « Le Perreux est dans le Val-de-Marne, et le Val de Marne est communiste. Je n’ai aucune subvention du département. Je n’ai pas non plus de subventions de la région Île-de-France, dirigée par un socialiste. Il faut donc compenser car Le Perreux n’est pas particulièrement riche, on n’a pas d’entreprise ». (Parmi les autres villes de la circonscription, Nogent-sur-Marne avaient un maire UMP, tandis que Champigny-sur-Marne avait un maire communiste et Bry-sur-Marne un maire divers droite). En 2013, après réforme de l'attribution des sommes de la réserve parlementaire, Gilles Carrez obtient 786 500 €, plus que tout autre député ; le président de l'Assemblée, Claude Bartolone (PS), arrive deuxième avec une enveloppe de 520 000 €. Carrez alloue un demi-million de cette somme au financement de projets au Perreux-sur-Marne.

##### XIVelégislature (2012-2017): président de la commission des Finances
Après sa cinquième élection consécutive dans la cinquième circonscription du Val-de-Marne avec 54,06 % des suffrages au second tour, il est élu, le 28 juin 2012, président de la commission des Finances, de l'Économie générale et du Contrôle budgétaire de l'Assemblée nationale, devenant ainsi l'un des plus influents membres de l'opposition au gouvernement Jean-Marc Ayrault.
Le 25 octobre 2014, la Haute Autorité pour la transparence de la vie publique épingle le député et président de la commission des finances, Gilles Carrez, car son patrimoine justifie le paiement de l'ISF. En effet, il utilisait à tort une disposition fiscale pour sortir de son patrimoine sa résidence principale, ce qui lui permettait d'être sous le seuil de l'ISF. Le député plaide sa bonne foi. Il soutient François Fillon pour la primaire présidentielle des Républicains de 2016 mais parraine Nathalie Kosciusko-Morizet.

##### XVelégislature (2017-2022)
Il est réélu aux élections législatives de 2017 avec 50,49 % des suffrages exprimés, soit seulement 330 voix de plus que la candidat de La République en Marche Nadine Ret. Il échoue à être réélu président de la commission des Finances de l'Assemblée nationale.
Il parraine Maël de Calan pour le congrès des Républicains de 2017, scrutin lors duquel est élu le président du parti.
Après la révélation de surcoûts et de retards dans le projet Grand Paris Express, Gilles Carrez est choisi par la ministre des transports Élisabeth Borne pour présider un groupe de travail pour chercher à augmenter les ressources de la Société du Grand Paris, dossier qu'il maîtrise pour avoir conduit en 2009 une mission sur le financement des transports dans le cadre du Grand Paris auprès du Premier ministre de l’époque, François Fillon.
Il annonce début 2022 qu'il ne se représentera pas pour un septième mandat. Son successeur désigné, le républicain Paul Bazin, échoue à se qualifier au second tour dans la cinquième circonscription du Val-de-Marne.

## Détail des mandats et fonctions
- 17 mars 1985 - 21 mars 1992 : membre du conseil général du Val-de-Marne
- 27 mars 1992 - 10 mai 1993 : membre du conseil général du Val-de-Marne
- 14 avril 1992 - 18 juin 1995 : maire du Perreux-sur-Marne (Val-de-Marne)
- 2 mai 1993 - 21 avril 1997 : député de la cinquième circonscription du Val-de-Marne
- 25 juin 1995 - 18 mars 2001 : maire du Perreux-sur-Marne (Val-de-Marne)
- 1er juin 1997 - 18 juin 2002 : député de la cinquième circonscription du Val-de-Marne
- 25 mars 2001 - 9 mars 2008 : maire du Perreux-sur-Marne (Val-de-Marne)
- 25 juin 2002 - 10 juin 2007 : député de la cinquième circonscription du Val-de-Marne
- 27 juin 2002 - 19 juin 2007 : rapporteur général de la Commission des Finances à l'Assemblée nationale
- 20 juin 2007 - 19 juin 2012 : député de la cinquième circonscription du Val-de-Marne
- 20 juin 2007 - 19 juin 2012 : rapporteur général de la Commission des Finances à l'Assemblée nationale
- 16 mars 2008 - 2 décembre 2016 : maire du Perreux-sur-Marne (Val-de-Marne)
- 20 juin 2012 - 20 juin 2017 : député de la cinquième circonscription du Val-de-Marne
- 28 juin 2012 - 20 juin 2017 : président de la commission des Finances à l'Assemblée nationale
- 21 janvier 2016 - 9 juillet 2020 : premier vice-président de la Métropole du Grand Paris
- 21 juin 2017 - 21 juin 2022 : député de la cinquième circonscription du Val-de-Marne

## Décorations
- Chevalier de la Légion d'honneur le 11 juillet 2025[31].